# Joaquín García Borrero
Joaquín García Borrero (Gigante, Huila, 18 de enero de 1894-Neiva, 28 de febrero de 1948) fue un poeta, sociólogo, historiador, político e ingeniero colombiano, miembro del Partido Liberal Colombiano.

## Biografía y familia
Fueron sus padres, el hacendado huilense Abelardo García Salas y la feminista María Inés Borrero Álvarez (hermana del más connotado pintor colombiano de la época, Ricardo Borrero Álvarez) casados en 1887. Sus abuelos paternos fueron Joaquín García Bernabeu, gobernador de la provincia de Neiva, y Zoila Rosalía Salas Herrera (nieta del mártir Benito Salas Vargas); y los maternos Tomás Borrero Falla -de familia procera- y Clotilde Álvarez Riveros, hermana del Dr. Francisco Eustaquio Álvarez Riveros, el más connotado como polémico abogado del siglo XIX.
Fue hermano de la combatiente feminista colombiana Clotilde García Borrero.
Víctima en la infancia de una grave meningitis que lo dejó casi ciego por una temporada, su increíble voluntad de vivir le permitió superar la dolencia y convertirse en un hombre fuerte, corpulento, con una gran capacidad de trabajo físico e intelectual.
Joaquín García Borrero es, sin lugar a dudas, uno de los diez más grandes huilenses de esta centuria, con el presidente Misael Pastrana Borrero, su lejano pariente, el estadista; José Eustasio Rivera, el máximo cantor del trópico, su amigo y compañero de faenas literarias, pariente suyo por la rama Salas; monseñor Ismael Perdomo Borrero, también emparentado con él por las líneas maternas; César García Álvarez, ministro de Obras Públicas de Alfonso López Pumarejo en sus cuatro años de administración y quien hizo las estaciones del ferrocarril, traído por la gestión con la Casa López de los exgobernadores del Huila, parientes suyos, Julio Borrero y Alejandro Villoria Rojas (cofundador con este de la Academia Huilense de Historia); el político y sacerdote Luis Ignacio Andrade, cuya intensa y contradictoria vida tuvo tan serias repercusiones en la historia regional y nacional; Julián Motta Salas, el ilustre cervantista de Colombia; Reynaldo Matiz, el mártir, empresario y sindicalista; y Rafael Azuero Manchola, el notable médico y dirigente político, quien fuera en la administración de Pastrana Borrero designado a la Presidencia de la República.

## Carrera política
Gobernador del departamento del Huila y formó parte como senador principal del trascendental Congreso de 1936, en el que tuvieron asiento los más importantes jefes liberales del siglo XX: Eduardo Santos, Jorge Eliécer Gaitán, Carlos Lleras Restrepo, Darío Echandía, Gerardo Molina, etc., congreso que hizo una reforma parcial a la Constitución de 1886 para adecuarla a los tímidos ideales de la liberal Revolución en Marcha, de la que García Borrero fue uno de los ideólogos.

## Obra
- El Huila y sus aspectos, (Sociología)
- Neiva en el siglo XVII (Historia)
- Algos (Poesía)
- La leyenda del agua (1933)
- La ciudad de los Ángeles del Nuevo Potosí
- El último Mendivil (1933)

Fue miembro correspondiente de las Academias Colombianas de la Lengua y de la Historia; el 3 de mayo de 1932, miembro titular de la Sociedad Americanista de París, dirigida por el etnólogo Paul Rivet, de quien fuera amigo, como del marqués de Wavrin. Miembro de las academias departamentales de Historia de Boyacá, y fundador y primer presidente (en 1931) del Centro Departamental de Historia, origen de la actual Academia Huilense de Historia.